# Cheurón (lingüística)
Los cheurones o chevrones son paréntesis angulados o con ángulo ⟨ ⟩ que se utilizan frecuentemente para enmarcar textos destacados.
En física, los cheurones  se utilizan para denotar un promedio en el tiempo u otro parámetro continuo, por ejemplo:
{\displaystyle \left\langle V(t)^{2}\right\rangle =\lim _{T\to \infty }{\frac {1}{T}}\int _{-T/2}^{T/2}V(t)^{2}\,{\rm {d}}t.}
En lingüística, los cheurones indican grafemas (por ejemplo letras escritas) u ortografía.
En epigrafía, se pueden utilizar para la transliteración mecánica de un texto al latín.
En numerosas ediciones de trabajos pre-modernidad, los cheurones se utilizan para demarcar secciones de u texto que son ilegibles o que han sido perdidas.
Los símbolos matemáticos mayor que ">" y menor que "<" no son símbolos de puntuación, pero debido a que los cheurones no suelen estar disponibles en la mayoría de los teclados estándar, se suelen utilizar en lugar de estos.
- Datos: Q16546555